# Cyriogonus
Cyriogonus is een geslacht van spinnen uit de  familie van de Thomisidae (krabspinnen).

## Soorten
- Cyriogonus fuscitarsis Strand, 1908
- Cyriogonus lactifer Simon, 1886
- Cyriogonus rutenbergi (Karsch, 1881)[1]
- Cyriogonus simoni Lenz, 1891
- Cyriogonus triquetrus Simon, 1886
- Cyriogonus vinsoni (Thorell, 1875)